# Asiago (kaas)
Asiago is een Italiaanse kaassoort, geproduceerd met koemelk, afkomstig uit het gebied rond de gelijknamige gemeente in de provincie Vicenza.

## Beschermde oorsprongsbenaming
De Asiago-kaas is reeds sedert de middeleeuwen bekend. Tegenwoordig is "Asiago" een beschermde oorsprongsbenaming (BOB) in de Europese Unie. De bescherming werd toegekend op 12 juni 1996. Dit betekent dat een kaas enkel de naam "Asiago" mag dragen indien hij geproduceerd is van lokale koemelk in zuivelbedrijven binnen een geografisch afgebakend gebied. Dit gebied, voor een groot gedeelte op een hoogvlakte gelegen, omvat de Italiaanse provincies Vicenza en Trente en een aantal gemeenten in de provincies Padua en Treviso.
Er zijn twee soorten "Asiago"-kaas: pressato (jonge kaas) en d'allevo (gerijpte kaas).

## Kenmerken van Asiago pressato[3]
- Het zuivel is wit tot strogeel van kleur; uitgesproken en onregelmatige ogenvorming; delicate en aangename smaak; dunne en elastische korst (niet eetbaar).
- Vochtigheid: 39,5 % (+/- 4,5)
- Vetgehalte: 30,0 % (+/- 4,0)
- Zoutgehalte: 1,7 % (+/- 1,0)
- Vorm: recht of licht bollend; gladde of bijna gladde korst.
- Gewicht: tussen 11 en 15 kg
- Hoogte: tussen 11 en 15 cm
- Diameter: tussen 30 en 40 cm
- De minimale rijpingsperiode is 20 dagen vanaf de productiedatum.

## Kenmerken van Asiago d'allevo[3]
- Het zuivel is strokleurig tot licht strokleurig; ogen zijn klein tot middelmatig; de smaak is zoet (halfbelegen) tot scherp (oud); gladde en regelmatige korst (niet eetbaar).
- Vochtigheid: 34,5 % (+/- 4,0)
- Vetgehalte: 31,0 % (+/- 4,5)
- Zoutgehalte: 2,4 % (+/- 1,0)
- Vorm: recht of bijna recht
- Gewicht: tussen 8 en 12 kg
- Hoogte: tussen 9 en 12 cm
- diameter: tussen 30 en 36 cm
- De minimale rijpingsperiode is 60 dagen vanaf de laatste dag van de maand van productie.

Asiago d'allevo-kaas die 3 tot 8 maanden gerijpt is, wordt verkocht als Asiago mezzano (belegen); die van 9 - 18 maanden gerijpt heet Asiago vecchio (oud); en de 2 jaar of langer gerijpte kaas heet Asiago stravecchio (zeer oud).

## "Product uit de bergen"
De toevoeging "product uit de bergen" mag worden gebruikt voor Asiago-kaas die is vervaardigd met melk uit de bergen, en in zuivelbedrijven in de bergen van het geografische gebied, dat wil zeggen op ten minste 600 meter hoogte. Voor deze kaas mag men geen lysozym (E-nummer E1105) aan de melk toevoegen, wat wel is toegelaten voor andere Asiago-kaas.
Voor Asiago "product uit de bergen" is de minimale rijpingsperiode 90 dagen vanaf de laatste dag van de maand van productie voor "d'allevo"-kaas en 30 dagen vanaf de productiedatum voor "pressato"-kaas.